# Непостојаност
Непостојаност (санск. अनित्य anitya; пал. अनिच्चा anicca анића) је једна од три карактеристике постојања према будистичкој филозофији.
Непостојаност значи да су условљени феномени у константном кретању, појаве које се разлажу и нестају скоро истог тренутка када и настану. Овај појам припада основној Будиној констатацији: "све су творевине непостојане, све су творевине болне, све су појаве без сопства" (sabbe sankhara anicca, sabbe sankhara dukkha, sabbe dhamma anatta).
Будисти верују да увид о непостојаности и условљености свих појава ослобађа од жудње за животом, страха од смрти и свих негативних емоција и поступака који уз њих иду.
"Пролазне су творевине!" (anića vata sankhara) је фраза у земљама теравада будизма којом се објављује смрт вољених бића.

## Етимологија
Пролазност није сасвим адекватан превод палијске речи анића. Значење је нешто шире, те би у целокупни опсег овог појма дошла у обзир и следећа значења: променљивост, несталност, нетрајност, непостојаност, краткотрајност, тренутачност.

## Будино учење
Буда је говорио да "све што нужно настаје, то нужно и престаје". Посебно је указивао на непостојаност и краткоћу људског живота:
Као што се капи росе на врху танке траве распршавају брзо по појављивању сунца, тако да ништа не остаје, исти је и живот човека, као кап кише он је кратког трајања и пролазан је.
Буда је учио да увиђање непостојаности води до нирване: 
А шта је то погодан пут да се њиме стигне до нирване? Монах види око као непостојано, види облике као непостојане, види свест о виђеном као непостојану, види контакт ока и облика као непостојан, види као непостојан осећај који настаје на основу тог контакта, било да је пријатан, болан, ни пријатан ни болан.
Буда након тога набраја и осталих шест чула и свест о њима.